# Castrum Inui
Castrum Inui va ser una ciutat que alguns autors creuen d'origen etrusc, però que estava situada al Laci
Segons Virgili l'haurien fundat els reis d'Alba Longa i diu que estava consagrada a Inus, un déu llatí que correspon al Faune dels romans. No la menciona cap altre historiador o geògraf, i Plini el Vell l'inclou en una llista que dona de ciutats desaparegudes del Laci. Els poetes romans, en canvi, en parlen amb freqüència. Sili Itàlic diu que era una ciutat dels rútuls i Ovidi la situa a la costa entre Antium i Lavínium. Aquests dos autors l'anomenen simplement Castrum, i només Virgili n'ha conservat el nom complet.
La ciutat va deixar d'existir en temps molt antics, i alguns autors, com Rutili Claudi Namacià i Servi Maure Honorat la van confondre amb Castrum Novum, la ciutat d'Etrúria. El poeta Marc Valeri Marcial diu que era un lloc insalubre.